# 佩里斯特里奧林匹克拳擊館
佩里斯特里奧林匹克拳擊館，是位於雅典西部郊區城鎮佩里斯特里的一座室內體育館，也是2004雅典奧運拳擊項目的比賽場地。其總面積為127,800平方米，室內面積為60,900平方米，可容納8,000名觀眾。 